# .ru
.ru — в Інтернеті, національний домен верхнього рівня (ccTLD) для Росії.
В домені .ru згідно з даними REG.RU [Архівовано 25 січня 2021 у Wayback Machine.] на березень 2021 року зареєстровано близько 4 900 000 доменних імен.
На третій квартал 2020 року на ньому було зареєстровано 5.7 млн імен. Він є дев'ятим доменом верхнього рівня за кількістю зареєстрованих доменних імен і шостим серед національних.

## Домени 2-го та 3-го рівнів
У цьому національному домені нараховується близько 1,300,000,000 вебсторінок (станом на лютий 2016 року).
Використовуються та приймають реєстрації доменів 3-го рівня такі доменні суфікси (відповідно, існують такі домени 2-го рівня):
| Суфікс   | Регламентовані користувачі                                            |
| .ac.ru   | Наукові та дослідницькі установи, коледжі, університети або інститути |
| .biz.ru  | Комерційні установи, корпорації                                       |
| .co.ru   | Комерційні установи, корпорації                                       |
| .com.ru  | Комерційні установи, корпорації                                       |
| .edu.ru  | Наукові та дослідницькі установи, коледжі, університети або інститути |
| .gov.ru  | Державні та урядові установи                                          |
| .id.ru   | Родини, приватні особи                                                |
| .in.ru   | Родини, приватні особи                                                |
| .int.ru  | Міжнародні організації                                                |
| .it.ru   | Міжнародні організації                                                |
| .mil.ru  | Військові організації                                                 |
| .mobi.ru | Сервіси та вебмайданчики для мобільних пристроїв                      |
| .net.ru  | Провайдери, організації, пов'язані з мережами                         |
| .og.ru   | Неприбуткові, неурядові організації                                   |
| .org.ru  | Неприбуткові, неурядові організації                                   |
| .pp.ru   | Родини, приватні особи                                                |
| .web.ru  | Вебмайданчики                                                         |